# (1069) Planckia
(1069) Planckia est un astéroïde de la ceinture principale découvert le 28 janvier 1927 par l'astronome allemand Max Wolf à l'observatoire du Königstuhl près de Heidelberg. Sa désignation provisoire était 1927 BC.
Il tire son nom du physicien allemand Max Planck.